# Chinoperla yi
Chinoperla yi és una espècie d'insecte plecòpter pertanyent a la família dels pèrlids. Es troba al Vietnam.
El seu nom científic honora l'ètnia Yi, la qual es localitza a les àrees frontereres entre la Xina i el Vietnam.
Els adults presenten el cap amb pigments de color marró fosc sobre els ocels, el pronot marró pàl·lid amb rugositats més fosques, les ales marró clar, la nervadura marró fosc i les potes marró pàl·lid. Les ales anteriors del mascle fan 10 mm de llargària.